# Poslušnost vůči autoritě
Poslušnost vůči autoritě (anglicky authority bias) popisuje lidskou tendenci přisuzovat větší váhu názorům autorit (bez ohledu na faktický obsah) a být těmito názory dramaticky více ovlivněn. Tento koncept je považován za jeden z typů tzv. sociální či kolektivní kognitivní předpojatosti. Existenci tohoto jevu prokázal a přesně jej zkoumá a popisuje tzv. Milgramův experiment.
Jev se projevuje tak, že většině případů člověk cítí jakousi hluboce zakořeněnou povinnost vůči autoritám, a má tendenci vyhovovat jejich požadavkům.
V jakékoli společnosti umožňuje většinově přijatý systém autorit růst produkce, obchod, efektivní využívání zdrojů a sociální kontrolu. Vzhledem k tomu, že opakem sociální kontroly je anarchie, je systém autorit považován za správný. S pojmy jako podřízenost a věrnost autoritě se lze setkat ve školách, právu nebo v armádě a v politických systémech. Jak člověk vyrůstá, dozvídá se, že se mu následování přirozených autorit vyplácí, takové osobnosti totiž obvykle disponují hlubšími znalostmi, moudrostí a mocí. Důsledkem ale je, že nekritické následování autorit může zapříčinit zkratku v rozhodování.

## Milgramův experiment
Experiment realizoval v roce 1963 americký psycholog Stanley Milgram. Snažil se ověřit, jak daleko jsou lidé schopni zajít ve své poslušnosti k autoritě. Milgram se tak pokusil přispět k vysvětlení psychologických příčin holokaustu.